# 유금세월
《유금세월》(流金歲月)은 2020년 방송되었던 중국의 드라마이다.

## 줄거리
- 부유한 가정에서 자란 장난쑨과 어릴 때부터 외삼촌 댁에서 자란 주쒀쒀. 장난쑨과 주쒀쒀는 자란 환경부터 성격, 연애관까지 다르지만 서로 죽고 못 사는 친구 사이가 된다. 주쒀쒀는 장난쑨보다 먼저 사회에 나가 커리어우먼이 되고, 장난쑨은 꿈을 위해 배움의 길을 택한다. 두 사람은 행복한 순간과 아픈 순간까지도 함께 공유한다. 장난쑨과 주쒀쒀는 서로의 행복을 빌어 주고 아픔을 보듬어 주면서 서로 성장해 나가는데...

## 등장 인물
- 류스스 - 장난쑨 역
- 니니 - 주쒀쒀 역
- 둥쯔젠 - 시에홍주 역
- 양유닝 - 왕용정 역
- 천다오밍 - 예진옌 역
- 전우 (田雨) - 판진강 역
- 위안취안 - 하천 역
- 양러 - 장안롄 역
- 하홍산 (何泓姗) - 위안위안 역
- 위샤오웨이 - 리위판 역
- 장신광 (Morni Chang) - 지앙시엔성 역

## 참고 사항
- 중국 현지에서 방송 시작한지 한달만에 AsiaN에서 VOD저작권을 구입했다 국내 방송일자는 9월 6일 이다
- 극중 장난쑨 역과 리위판 역을 맡았던 류스스와 위샤오웨이는 친애적자기 이후 3개월만에 출연하는 작품이기도 하다